# ISMN
L'ISMN, sigla di International Standard Music Number, è un codice di tredici cifre assegnato dall'ISO che permette la classificazione e l'identificazione delle partiture musicali.
Il codice fu promosso dall'IAML (International Association of Music Libraries), in particolare da Alan Pope e Malcolm Lewis, e venne presentato ad Amsterdam nel 1987; nel 1989 ne venne decisa l'adozione da parte di Francia, Germania, Regno Unito e altre nazioni, e dopo due conferenze a Ottawa e Parigi, venne definitivamente approvato dall'ISO nel 1993.